# Jess Fishlock
Jessica Anne Fishlock (Cardiff, 14 de enero de 1987) es una futbolista galesa que actualmente juega como delantera en el Reading Football Club  Inglés y el OL Reign estadounidense.

## Trayectoria
Fishlock comenzó en el Cardiff City, con el que jugó por primera vez la Copa de Europa en 2003. En 2006 debutó con la selección galesa.
En 2007 Fishlock fichó por el Bristol Academy de la Premier League inglesa, y en 2008 por el AZ Alkmaar holandés. Tras ganar dos Eredivisies, regresó al Bristol en 2011. 
Tras jugar la temporada 2012-13 en el Melbourne Victory australiano, en 2013 fichó por el Seattle Reign de la recién creada NWSL de Estados Unidos, que se juega en verano. Entremedias, ha jugado en el Glasgow City escocés y el Melbourne Victory en la 2013-14, y el Frankfurt alemán en la 2014-15. 
Ha jugado la Liga de Campeones con equipos de 5 países diferentes: Cardiff City, AZ Alkmaar, Bristol Academy, Glasgow City y Frankfurt. Con la selección galesa había marcado 22 goles en 67 partidos a fecha de 2012.

## Vida personal
Fishlock dice que sabía que era lesbiana desde los doce años, y fue acosada en el colegio por su sexualidad.
A partir de octubre de 2022 está comprometida con Tziarra King. El 12 de diciembre de 2023 se casaron en Gales. 